# Đorđe Svetličić
Đorđe Svetličić (cyr.: Ђорђе Светличић, ur. 5 stycznia 1974 w Belgradzie) – serbski piłkarz występujący na pozycji obrońcy. Reprezentant Jugosławii.

## Kariera klubowa
Svetličić karierę rozpoczynał w sezonie 1993/1994 w pierwszoligowym Partizanie. Cztery razy zdobył z nim mistrzostwo Jugosławii (1994, 1996, 1997, 1999), a także dwa razy Puchar Jugosławii (1994, 1998).
W 1999 roku Svetličić przeszedł do belgijskiego Germinalu Beerschot, grającego w pierwszej lidze. Przez cztery sezony w jego barwach rozegrał 89 spotkań. W 2003 roku odszedł do innego pierwszoligowca, Cercle Brugge. Zadebiutował tam 10 sierpnia 2003 w zremisowanym 0:0 meczu z K. Beringen-Heusden-Zolder. Graczem Cercle był przez trzy sezony.
Następnie grał w KAA Gent. W sezonie 2007/2008 dotarł z nim do finału Pucharu Belgii, przegranego jednak 2:3 z Anderlechtem. W 2008 roku Svetličić wrócił do Germinalu Beerschot, gdzie w 2009 roku zakończył karierę.

## Kariera reprezentacyjna
W reprezentacji Jugosławii Svetličić zadebiutował 20 sierpnia 1997 w wygranym 1:0 towarzyskim meczu z Rosją. W latach 1997–1998 w drużynie Jugosławii rozegrał 2 spotkania.